# Гаральд V
Га́ральд V (норв. Harald V; нар. 21 лютого 1937) — чинний король Норвегії від 17 січня 1991 року. Походить з династії Глюксбургів. Вступив на престол після смерті батька, Олафа V.

## Життєпис
Народився 21 лютого 1937 року в королівській резиденції Скаугум, за 15 миль на південний захід від Осло. Став першим принцом, що народився в Норвегії, від 1370 року. Має старших сестер: Раґнгільд (1930—2012) та Астрід (нар. 1932). Перші три роки життя провів у Скаугумі.
Після німецького вторгнення 1940 року разом з матір'ю та сестрами потрапив у Швецію, а згодом — у США. Там прихистком родини стала садиба Пуке Гілл біля Вашингтона. Дід Гаральда, Гокон VII, і батько, кронпринц Улаф, під час війни проживали в Лондоні, очолюючи уряд у вигнанні. Іноді кронпринц навідував сім'ю в США. На свята норвезьку родину запрошували до себе президент Франклін Рузвельт і його дружина.
1945 року принц повернувся в Норвегію і вступив в Університет Осло (з 1955), згодом продовжив навчання у військовій академії. Від 1960 року вчився в Оксфорді.
1968 року одружився з жінкою недворянського походження, Сонею Гаральдсен, має з нею двох дітей — принцесу Марту Луїзу та кронпринца Гокона, спадкоємця престолу.
Захоплюється вітрильним спортом і неодноразово брав (як і його батько) участь у чемпіонатах світу (золота медаль у складі команди — 1987), Європи та Олімпійських іграх (1964, 1968 і 1972).
1964 року ніс норвезький прапор на Олімпійських іграх в Токіо. На відміну від батька Олафа V, який 1928 року в Амстердамі став олімпійським чемпіоном, Гаральд не піднімався на Олімпійських іграх вище від 8-го місця, зате досяг успіху на чемпіонатах світу і Європи. 2005 року, вже бувши королем (через два місяці після операції на серці), переміг зі своєю командою на європейських змаганнях у Швеції, у 68-річному віці.
У 2003—2005 роках король важко хворів, переніс дві операції — видалення ракової пухлини і аортокоронарне шунтування. Кронпринц Гокон виконував обов'язки регента.
У жовтні 2020 року був госпіталізований через утруднене дихання. Йому зробили операцію з заміни серцевого клапана.
У січні 2022 року йому зробили операцію на нозі.
У березні 2022 року здав позитивний тест на Covid-19.
У грудні 2022 року потрапив у лікарню через інфекцію і лікувався внутрішньовенними антибіотиками.
У травні 2023 госпіталізований через неназвану інфекцію.
Є главою Норвезької протестантської церкви. Головнокомандувач Збройних сил Норвегії; має звання генерала й адмірала.